# Temelucha etiellae
Temelucha etiellae är en stekelart som beskrevs av Kusigemati 1985. Temelucha etiellae ingår i släktet Temelucha och familjen brokparasitsteklar. Inga underarter finns listade i Catalogue of Life.